# Azóia de Baixo
Azóia de Baixo is een plaats (freguesia) in de Portugese gemeente Santarém en telt 278 inwoners (2001).